# Itacaré (futbolista)
Elison Fagundes dos Santos (nacido el 21 de agosto de 1987) es un futbolista brasileño que se desempeña como delantero.
Jugó para clubes como el Vitória, Consadole Sapporo, Oriente Petrolero, Bahia, Fortaleza y Corinthians Alagoano.

## Trayectoria

### Clubes
| Club                       | País        | Año         |
| -------------------------- | ----------- | ----------- |
| Vitória                    | Brasil      | 2005 - 2009 |
| Consadole Sapporo          | Japón       | 2007        |
| Tupi                       | Brasil      | 2008        |
| Oriente Petrolero          | Bolivia     | 2008        |
| Ipitanga da Bahia          | Brasil      | 2009        |
| Americano                  | Brasil      | 2010        |
| Fluminense de Feira        | Brasil      | 2010        |
| Bahia                      | Brasil      | 2010        |
| Novo Hamburgo              | Brasil      | 2011        |
| Fortaleza                  | Brasil      | 2011        |
| Al Hala                    | Baréin      | 2011 - 2012 |
| Corinthians Alagoano       | Brasil      | 2012        |
| Juazeirense                | Brasil      | 2012        |
| Itumbiara                  | Brasil      | 2013        |
| CSE                        | Brasil      | 2014        |
| Serrano                    | Brasil      | 2015        |
| Resende                    | Brasil      | 2015        |
| Monte Azul                 | Brasil      | 2016        |
| Universidad de El Salvador | El Salvador | 2016 - 2007 |
| Central                    | Brasil      | 2018        |